# Manuscrit de Leiden
El Manuscrit de Leiden és el nom donat habitualment en els estudis bretons a un fulletó de quatre pàgines (bifoli) trobat a la biblioteca de la Universitat de Leiden als Països Baixos (codi: Vossianus lat. f°96 A). Aquest és un fragment d'un tractat mèdic en llatí que data del segle ix o de finals del segle viii i en el qual apareixen dues paraules en gaèlic irlandès i una trentena en bretó antic. Pierre-Yves Lambert descriu el lloc que ocupa per Breton en aquest text:
| « | El Vossianus lat. fº96 A té la particularitat d'incloure bretó antic no en les gloses, sinó en el text principal: és un dels pocs documents en la llengua vernacla no es limita a una activitat secundària. No obstant això, el bretó antic només es troba en una pàgina d'aquest bifoli i, per tant, segueix sent subordinat al llatí en la mesura que són simplement paraules tècniques (noms de plantes i preparats) que substituiran les paraules llatines corresponents." | » |

Des del punt de vista literari, afegeix:
| « | "En el fragment mèdic de Leiden no es tracta d'una matèria típicament bretona: es tracta de receptes llatines antigues o medievals copiades un cop i un altre als monestirs." | » |

## Glossari bretó trobat al text
- aball : poma
- barr : branca
- caes : recerca
- colænn : grèvol
- dar : roure
- guern : vern
- hisæl-barr : vesc
- penn : cap
- scau : saüc
- spern : espina (arç, pruner)